# Приморський бульвар (Севастополь)

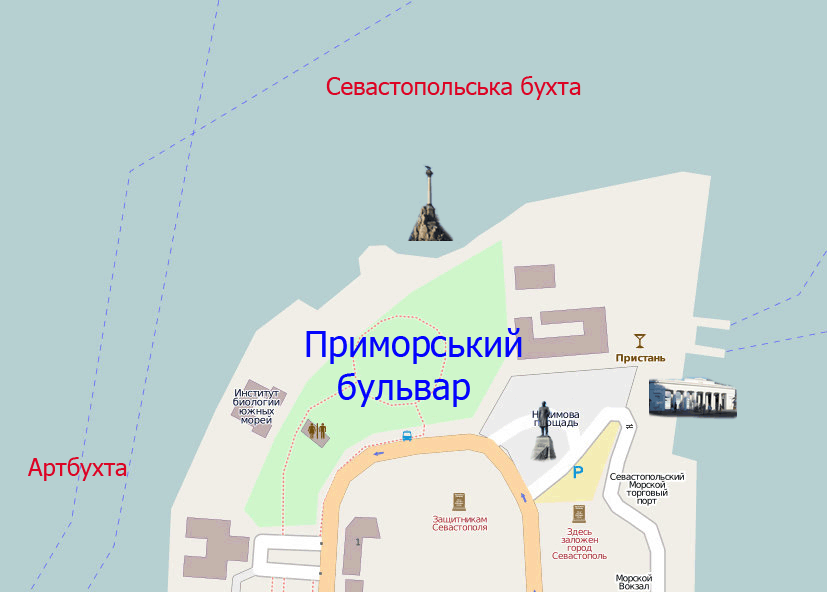
Приморський бульвар на карті міста

44°37′01″ пн. ш. 33°31′24″ сх. д. / 44.617° пн. ш. 33.52325° сх. д.
Приморський бульвар (крим. Deñiz kenari bulvarı) — бульвар в Ленінському районі Севастополя на початку проспекту Нахімова, навпроти Матроського бульвару, одне з найулюбленіших севастопольцями місць відпочинку, а також комплекс пам'ятників і пам'ятних місць, що відображають події, які відбувалися в Севастополі з дня його заснування.

## Історія
Будівництво бульвару розпочато в 1884 році на місці зруйнованої французами Миколаївської батареї. У 1885 році тут висадили дерева і чагарники, обладнали прогулянкові майданчики з видом на море. У західній частині побудували яхт-клуб з читальнею і рестораном.
Новий бульвар назвали Приморським, хоча його часто називали Єранцевським садом за іменем інженера-гідротехніка, колишнього міського голови Федора Миколайовича Єранцева, який брав активну участь в його спорудженні. У простонародді побутувала і інша назва — «Примбуль».

Бульвар на початку 20 століття

У 1890-ті роки на бульварі побудували театр. У різний час тут виступали відомі майстри сцени М. С. Щепкін, Ф. І. Шаляпін, В. Ф. Коміссаржевська та інші. У 1900 році був на гастролях Московський художній театр, який показав чеховські п'єси «Чайка» та «Дядя Ваня». Севастопольська публіка тепло приймала спектаклі і їх автора, Антона Павловича Чехова, який спеціально приїхав з Ялти. Будівля театру до наших днів не збереглося.
Майже одночасно з театром на Приморському бульварі було споруджено будинок морської біологічної станції з акваріумом — перша в Росії наукова установа з вивчення флори і фауни моря.
На початку ХХ століття Приморський бульвар поділявся на дві частини. Перша була платною. За вхід до неї літніми вечорами, коли грав флотський оркестр, необхідно було платити 10 копійок. За огорожею, де бульвар виходив до Графської пристані вхід був безкоштовним, проте вхід на бульвар нижнім чинам і з собаками був заборонений.

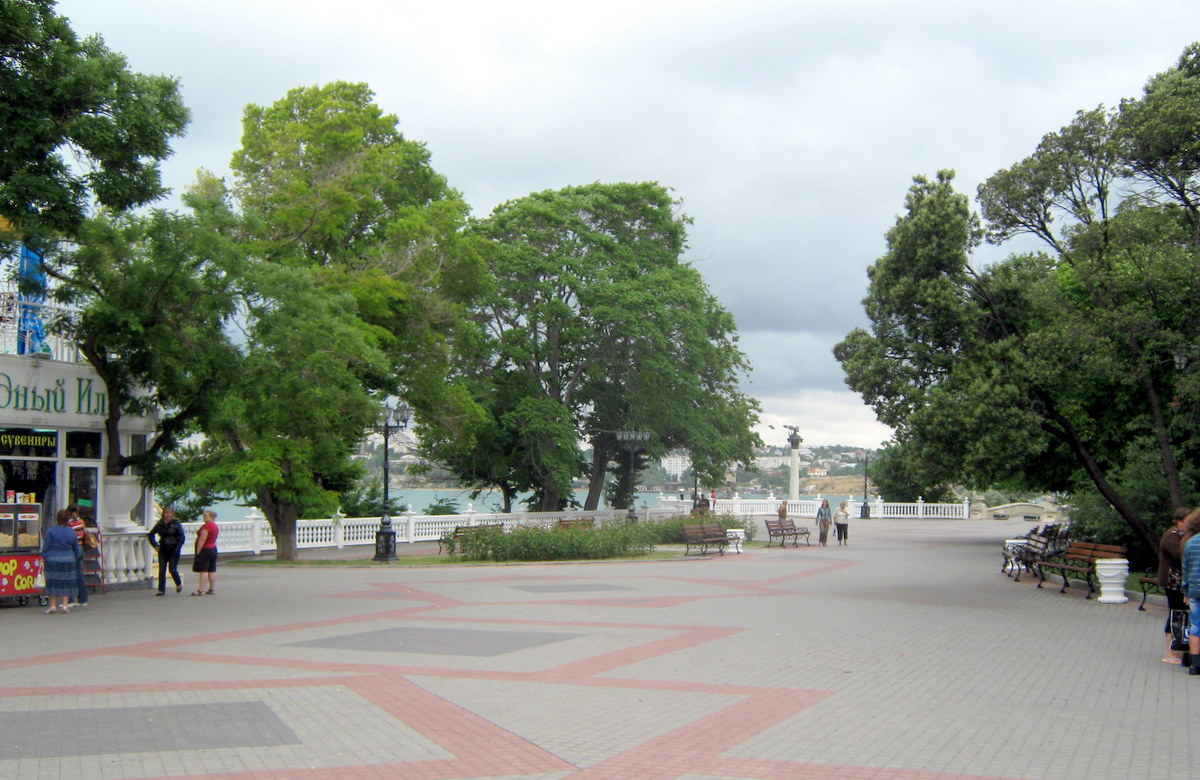
Приморський бульвар. Червень 2011 року

Бульвар неодноразово реконструювався і розширювався. У 1949 році архітектори П. В. Кумпан, Г. Г. Швабауер і І. А. Сабуров розробили проект, після здійснення якого Приморський бульвар значно змінився: збільшилася його протяжність, з'явилася чавунна огорожа, стало багатшим і різноманітнішим зелене вбрання бульвару. Нова частина Приморського пролягла від Палацу піонерів (нині Палац дитинства і юності) до театру імені Луначарського.

## Пам'ятники
До 50-річчя оборони Севастополя 1854—1855 років на Приморському бульварі з'явився Пам'ятник затопленим кораблям. На набережній бульвару зазначено місце, звідки починався плавучий міст, по якому захисники Севастополя в ніч з 27 на 28 серпня 1855 року переправилися на Північну сторону.
На підпірній стіні гранітної набережної Приморського бульвару в 1955 році встановили меморіальну дошку з написом російською мовою:
| Тут 28.ХІ.1905 царськими військами були по-звірячому розстріляні революційні матроси крейсера «Очакова». |
Пізніше вона була замінена на чавунну плиту, фланкірувану морськими якорями.
До 35-ї річниці визволення Севастополя від німецько-фашистських загарбників на набережній Приморського бульвару було урочисто відкрито пам'ятний знак ескадрі Чорноморського флоту.